# Isaac Rochell
Isaac Christopher Rochell (McDonough, 22 aprile 1995) è un giocatore di football americano statunitense che milita nel ruolo di defensive end per i Las Vegas Raiders della National Football League (NFL).

## Carriera

### Los Angeles Chargers
Rochell al college giocò a football con i Notre Dame Fighting Irish dal 2013 al 2016. Fu scelto dai Los Angeles Chargers nel corso del settimo giro (225º assoluto) del Draft NFL 2017.
Debuttò come professionista subentrando nella gara del primo turno contro i Denver Broncos mettendo a segno un tackle. Rochell fu svincolato il 13 settembre 2017 e contrattualizzato con la squadra di allenamento dei Chargers. Fu quindi promosso nella squadra attiva il 12 dicembre 2017.
Il 21 aprile 2020 Rochell rifirmò con i Chargers.

### Indianapolis Colts
Il 22 marzo 2021 Rochell firmò per un anno con gli Indianapolis Colts.

### Cleveland Browns
Il 20 aprile 2022 Rochell firmò con i Cleveland Browns. Il 31 agosto 2022 Rochell fu svincolato e contrattualizzato il giorno successivo con la squadra di allenamento. Il 22 settembre 2022 fu promosso nella squadra attiva. Il 12 novembre 2022 fu svincolato dai Browns e ricontrattualizzato con la squadra di allenamento tre giorni dopo. Il 28 dicembre 2022 Rochell terminò il suo contratto con la squadra di allenamento.

### Las Vegas Raiders
Il 28 dicembre 2022, poche ore dopo essersi concluso il suo contratto con la squadra di allenamento dei Browns, Rochell firmò con i Las Vegas Raiders.
Il 24 luglio 2023 rifirmò per un altro anno con i Raiders. Al termine della fase di preparazione alla nuova stagione, Rochell non rientró nel roster attivo dei Raiders e il 29 agosto 2023 fu svincolato per poi essere aggiunto alla squadra di allenamento il giorno successivo. Fu promosso nel roster attivo per le gare della settimana 1 contro i Denver Broncos e della settimana 2 contro i Buffalo Bills, per poi essere riportato nella squadra di allenamento il giorno successivo alla gara. Il 23 settembre 2023 firmò per il roster attivo dei Raiders.

## Statistiche

### Stagione regolare
| Stagione | Stagione | Stagione | Stagione | Difesa  | Difesa  | Difesa  | Difesa | Difesa | Difesa | Difesa |
| Anno     | Squadra  | P        | PT       | T. tot. | T. sol. | T. ass. | Sack   | Pdev   | Int.   | FF     |
| -------- | -------- | -------- | -------- | ------- | ------- | ------- | ------ | ------ | ------ | ------ |
| 2017     | LAC      | 3        | 0        | 4       | 4       | 0       | 1,0    | 0      | 0      | 0      |
| 2018     | LAC      | 16       | 3        | 29      | 18      | 11      | 5,0    | 0      | 1      | 0      |
| 2019     | LAC      | 16       | 0        | 12      | 3       | 9       | 1,0    | 1      | 0      | 0      |
| 2020     | LAC      | 16       | 9        | 29      | 17      | 12      | 2,5    | 1      | 0      | 0      |
| 2021     | IND      | 12       | 0        | 17      | 10      | 7       | 0,0    | 0      | 0      | 0      |
| 2022     | CLE      | 6        | 1        | 12      | 11      | 1       | 0,0    | 0      | 0      | 0      |
| 2022     | LV       | 1        | 0        | 0       | 0       | 0       | 0,0    | 0      | 0      | 0      |
| 2023     | LV       | 2        | 0        | 1       | 1       | 0       | 0,0    | 0      | 0      | 0      |
| Totale   | Totale   | 72       | 10       | 104     | 64      | 40      | 9,5    | 2      | 1      | 0      |

### Play-off
| Stagione | Stagione | Stagione | Stagione | Difesa  | Difesa  | Difesa  | Difesa | Difesa | Difesa | Difesa |
| Anno     | Squadra  | P        | PT       | T. tot. | T. sol. | T. ass. | Sack   | Pdev   | Int.   | FF     |
| -------- | -------- | -------- | -------- | ------- | ------- | ------- | ------ | ------ | ------ | ------ |
| 2018     | LAC      | 2        | 0        | 4       | 2       | 2       | 1,0    | 0      | 0      | 0      |
| Totale   | Totale   | 2        | 0        | 4       | 2       | 2       | 1,0    | 0      | 0      | 0      |

Fonte: Football Database
In grassetto i record personali in carriera — Statistiche aggiornate alla settimana 1 della stagione 2023